# Nos héros réussiront-ils à retrouver leur ami mystérieusement disparu en Afrique ?
Pour plus de détails, voir Fiche technique et Distribution.
Nos héros réussiront-ils à retrouver leur ami mystérieusement disparu en Afrique ? (Riusciranno i nostri eroi a ritrovare l'amico misteriosamente scomparso in Africa?) est un film italien d'Ettore Scola réalisé en 1968 et sorti en France en 1978.
Les dix ans d'écart entre la sortie en Italie et la sortie en France s'expliquent par le fait que le distributeur français a tenté de censurer les réflexions anti-coloniales présentes dans le film. Bernard Blier, qui se doublait lui-même pour la version française, s'en est aperçu et a rapporté le fait à Ettore Scola, qui a fait bloquer le film sur le territoire français.

## Synopsis
Un riche homme d'affaires part en Angola pour tenter de retrouver son beau-frère et découvre le pays.

## Fiche technique
- Titre français : Nos héros réussiront-ils à retrouver leur ami mystérieusement disparu en Afrique ?[2]
- Titre original : Riusciranno i nostri eroi a ritrovare l'amico misteriosamente scomparso in Africa?
- Réalisation : Ettore Scola
- Scénario : Agenore Incrocci, Furio Scarpelli et Ettore Scola
- Dialogues : Furio Scarpelli
- Musique : Armando Trovajoli
- Producteurs : Gianni Hecht Lucari et Fausto Saraceni
- Pays d’origine :  Italie
- Langue de tournage : italien
- Format : Couleurs - Mono - 35 mm
- Genre : Comédie
- Durée : 130 minutes
- Date de sortie :
  - Italie : 19 décembre 1968
  - Hongrie : 13 novembre 1969
  - France : 29 mars 1978[2]

## Distribution
- Alberto Sordi (VF : Georges Aminel) : Fausto Di Salvio
- Bernard Blier : Ubaldo Palmarini
- Manuel Zarzo : Pedro Tomeo
- José María Mendoza
- Erika Blanc : Geneviève
- Franca Bettoia : Rita Di Salvio
- Giuliana Lojodice : Marisa Sabatini
- Vittorio André : le Père Francesco
- Nino Manfredi : Oreste Sabatini
- Roberto De Simone : le Père Cerioni
- Claude De Solms : Florinda
- Ramiro Duogo : le mécanicien
- Domingo Figueras : Durabal
- Alfredo Marchetti : le Colonel Zappavigna

## Production
Le tournage du film en Angola a commencé en 1965, sous le nom de travail Mister Sabatini, suppongo. Le film a fait naître la mode des titres longs pour plusieurs films italiens, notamment ceux de Lina Wertmüller. L'intrigue est vaguement inspirée des romans d'Emilio Salgari, Jules Verne et Joseph Conrad que Scola lisait dans sa jeunesse ainsi que, plus spécifiquement, d'une bande dessinée de Romano Scarpa intitulée Topolino e il Pippotarzan et publiée en 1957. Dans cette histoire, Dingo (Pippo en italien) organise avec son ami Mickey (Topolino) une expédition en Afrique pour retrouver son frère Pappo, disparu vingt ans plus tôt. À la fin de l'histoire, Pappo est ému par la tribu en pleurs et se décide à les retrouver, en plongeant par-dessus bord.